# Paraconophyma kashmirica
Paraconophyma kashmirica är en insektsart som beskrevs av Leo L. Mishchenko 1950. Paraconophyma kashmirica ingår i släktet Paraconophyma och familjen gräshoppor. Inga underarter finns listade i Catalogue of Life.